# ديفيد غونزاليس (لاعب كرة قدم)
ديفيد غونزاليس (بالإسبانية: David González Gómez)‏ هو لاعب كرة قدم إسباني، ولد في 2 أغسطس 1993 في أبيط في إسبانيا.

## وصلات خارجية
- ديفيد غونزاليس (لاعب كرة قدم) على موقع قاعدة بيانات كرة القدم.إي يو (الإنجليزية)
- ديفيد غونزاليس (لاعب كرة قدم) على موقع Soccerway.com (الإنجليزية)
- ديفيد غونزاليس (لاعب كرة قدم) على موقع AS.com (الإسبانية)